# Eugénie, redresse-toi
Pour plus de détails, voir Fiche technique et Distribution.
Eugénie, redresse-toi est un court métrage muet français tourné en 1911 par Jean Durand.

## Synopsis
Eugénie est tellement grande qu'elle fait le désespoir de ses parents, car elle ne peut pas rester droite. Les catastrophes s'enchaînent. Un prétendant, intrépide, lui fait la cour... mais cela n'est pas simple.

## Fiche technique
- Réalisation : Jean Durand
- Production : Gaumont
- Éditions : CCL
- Pays : France
- Format : Muet - Noir et blanc
- Genre : Comédie
- Durée : 100 m, pour une version en DVD de 4 min 30 s
- Dates de sortie :
  -  France : 1er septembre 1911

## Distribution
- Brunin : Eugénie, la fille de haute taille (rôle travesti)
- Marie Dorly : la mère d'Eugénie
- Édouard Grisollet : le père d'Eugénie
- Berthe Dagmar : la bonne de la famille
- Jacques Beauvais : le menuisier (sous réserves)
- (?) : le loueur de chevaux
- (?) : le prétendant d'Eugénie
- (?) : deux autres invités